# Armenski hajduci
Armenski hajduci ili armenski fedajini (zapadni armenski:  Ֆէտայի, fetaji; istočni armenski: Ֆիդայի, fidaji) bili su armenski borci koji su dobrovoljno napuštali domove i formirali jedinice za samoobranu i naoružane bande. Hajduštvo se kod Armenaca pojavilo nakon masovnog ubijanja Armenaca i pljačkaških pohoda u armenska naselja od strane kurdskih bandita i osmanskog konjaništva sultana Abdula Hamida II. u kasnom 19. i ranom 20. stoljeću. Pokolji Armenaca u tom razdoblju nazivaju se Hamidskim pokoljima. Cilj armenskih hajduka bilo je stjecanje armenske neovisnosti ili autonomije, ovisno o stupnju opresije.